# Henri-Joseph Dugué de La Fauconnerie
Pour les articles homonymes, voir Dugué.
Henri Joseph Dugué, dit de La Fauconnerie, né le 11 mai 1835 à Paris 6e et mort le 26 août 1914 à Saint-Germain-des-Grois, est un homme politique français.

## Biographie
Neveu de l'auteur dramatique Ferdinand Dugué et le filleul de Victor Hugo, Dugué suit ses études au lycée Charlemagne, est reçu licencié en droit et débute dans l'administration comme chef de cabinet du préfet de l'Orne en 1858 ; il passe ensuite conseiller de préfecture dans la Mayenne, puis dans le Pas-de-Calais, est nommé sous-préfet de Saint-Jean-d'Angély en 1862, puis de Mamers en 1864, et donne sa démission en 1866. Il entre à cette époque au conseil général de l'Orne, et devient président du comice agricole de Mortagne. 
Candidat officiel aux élections de 1869 dans la 2e circonscription de l'Orne, il est élu au Corps législatif par 16 338 voix sur 22 467 votants et 27 192 inscrits, contre 6 055 voix au candidat de l'opposition. Il prend place à l'extrême-droite, combat le gouvernement Émile Ollivier, soutient le plébiscite et vote, en 1870, pour la guerre contre la Prusse. Au moment de la déclaration de guerre, il était le plus jeune membre du Corps législatif. Il se rend dans l'Orne, où il contribue à l'organisation de la défense.
Après la proclamation de la République française du 4 septembre 1870, il entre dans le journalisme et mène une campagne très vigoureuse contre la république, à la direction du journal bonapartiste L'Ordre de Paris, qu'il ne garde que jusqu'en 1876. Il y introduisit son secrétaire particulier, le jeune Octave Mirbeau, auquel il mit ainsi le pied à l'étrier. En prenant la direction de ce journal, il avait parié 25 000 francs contre 25 000 sous qu'il prouverait que la République était seule cause du démembrement de la France. Le pari fut relevé par le journaliste républicain de L'Avenir de la Vienne (d)  Maitre Jacquillou, mais n'aboutit pas. En 1876, il est élu dans la 1re circonscription de Mortagne face à Abadie, candidat républicain et Albert Le Guay, candidat constitutionnel.
Il ne tarde pas à subir l’influence de Gambetta pour évoluer sensiblement vers la République. Il soutient le ministère de Broglie-Fourtou, et vote la dissolution de la Chambre, lors de la crise du 16 mai 1877. Réélu en 1877, il écrit, en avril 1878 une lettre à Émile de Girardin, et une brochure : Soyons logiques, pour rallier les bonapartistes à la République, puisque le pays s'était prononcé pour elle. Il met fin à cette situation ambiguë en démissionnant en février 1881, pour consulter ses électeurs, qui acordent la majorité au candidat républicain, Alfred Bansard des Bois. L'année suivante, il se présente dans l'Orne aux élections sénatoriales, mais échoue. 
En décembre 1884, il écrit au président du comité électoral de l'Orne, que la persécution religieuse l'éloigne de la République, et, porté sur la liste conservatrice de l'Orne, aux élections de 1885, il est élu, au 2e tour, par 47 251 voix sur 88 704 votants et 107,583 inscrits. Il prend place à droite, vote contre les ministères républicains, contre l'expulsion des princes, et adhère à la politique révisionniste du général Boulanger. Lors de la discussion de la proposition d'amnistie de Clovis Hugues, il demande des discussions d'affaires et non des débats stériles, s'efforce, lors de la discussion des douzièmes provisoires en décembre de prouver la nécessité de la dissolution de la Chambre, et attaque en février 1888 la gestion financière de la République. Dans la dernière session, il se prononce contre le rétablissement du scrutin d'arrondissement, pour l'ajournement indéfini de la révision de la Constitution, contre les poursuites contre trois députés membres de la Ligue des patriotes, contre le projet de loi Lisbonne restrictif de la liberté de la presse, contre les poursuites contre le général Boulanger.
Candidat dans la circonscription de Mortagne en 1889, il est élu au premier tour. Dans sa profession de foi, il avait déclaré : « Je suis toujours resté le même, avec la même haine et la même terreur non pas de la monarchie, de l'Empire ou de la République, mais du régime parlementaire, c'est-à-dire d'une tyrannie plus exécrable que toutes les autres. » Il voulait « rassurer les intérêts et les consciences » contre le régime parlementaire qui assurait « la tyrannie de la canaille et de l'imbécillité ». Selon lui, « la République de Ferry » c'était « l'enfer ».
Il est nommé membre de diverses commissions, notamment de celle des patentes.
À la demande du Procureur général près la Cour d'appel, la Chambre prononce dans le cadre du scandale de Panama la suspension de son immunité parlementaire, le 20 décembre 1892, en même temps que celles d'Emmanuel Arène, Antonin Proust, Jules Roche et Maurice Rouvier. On avait trouvé sur des talons de chèque, des initiales et des commencements de noms ou de prénoms se rapprochant de ceux des intéressés.
Il est battu par Bansard des Bois aux élections générales de 1893.
Il est membre du conseil d'administration du Crédit foncier colonial.
Il épousa Louise Jeanin, fille du baron Louis Charles Jeanin (d) , préfet de la Côte-d'Or (fils du général Jean-Baptiste Jeanin et petit-fils du peintre Jacques-Louis David) et belle-sœur de Marius Bianchi.

## Distinctions
- Chevalier de la Légion d'honneur (décret du 21 juillet 1866)[4].

## Publications
- Si l'Empire revenait, 1875.
- Où nous en sommes, lettre à un maire.
- Lettre de M. Dugué de La Fauconnerie,... à MM. les maires du canton de Nocé, à propos de distributions de portraits et de brochures, 1875.
- La conciliation, 1878.
- Lettre à M. Christophle, député de l'Orne, gouverneur du Crédit foncier, sur la dissolution du comice agricole de Mortagne, 1879
- Ma trahison : Lettre à mes électeurs, 1878, 23 p., in-18 (lire en ligne sur Gallica).
- Mes chers compatriotes, j'ai l'honneur de vous adresser, 1870.
- Toast au suffrage universel, porté par M. Dugué de La Fauconnerie,... au banquet du comice agricole de l'arrondissement de Mortagne.
- Les calomnies contre l'Empire : pari de 25,000 francs contre 25,000 / sous proposé par M. Dugué de La Fauconnerie,... à M. Chevauché, 1874.
- Ce qu'a coûté le 4 septembre, 1875.
- Souvenirs d'un vieil homme: (1866-1879), 1912.

## Sources
- « Henri-Joseph Dugué de La Fauconnerie », dans Adolphe Robert et Gaston Cougny, Dictionnaire des parlementaires français, Edgar Bourloton, 1889-1891 [détail de l’édition]
- « Henri-Joseph Dugué de La Fauconnerie », dans le Dictionnaire des parlementaires français (1889-1940), sous la direction de Jean Jolly, PUF, 1960 [détail de l’édition]
- « Dugué de La Fauconnerie (Henri-Joseph) », dans Pierre Larousse, Grand dictionnaire universel du XIXe siècle, Paris, Administration du grand dictionnaire universel, 15 vol., 1863-1890 [détail des éditions].